# Hugo Lederer
Hugo Lederer, född den 16 november 1871 i Znaim, död den 1 augusti 1940 i Berlin, var en österrikisk skulptör.
Lederer, som ursprungligen var konsthantverkare, tjänstgjorde som teknisk rådgivare åt bland andra Johannes Schilling och Robert Toberentz, innan han 1895 övergick till självständigt arbete. Han blev snart en erkänd mästare och var från 1915 knuten till Berlins konstakademi. Lederers bäst kända arbeten är Bismarckmonumentet i Hamburg, ett monumentalverk i kolossalformat, byggt av granitkvader 1902-06, fäktarbrunnen i Breslau 1904, Björnbrunnen och Löparbrunnen i Berlin 1928.

## Fotogalleri

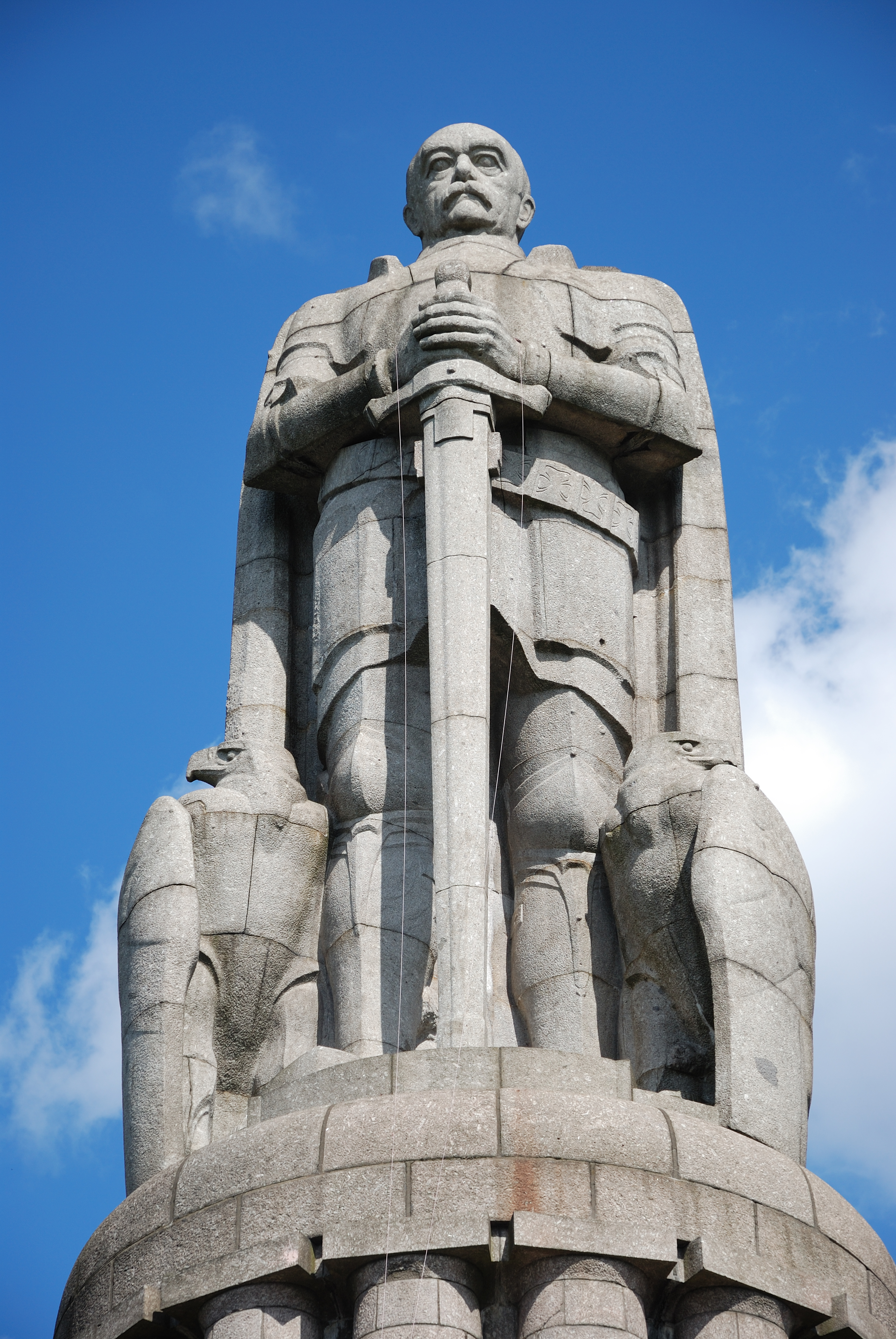
Minnesmärke över Bismarck i Hamburg
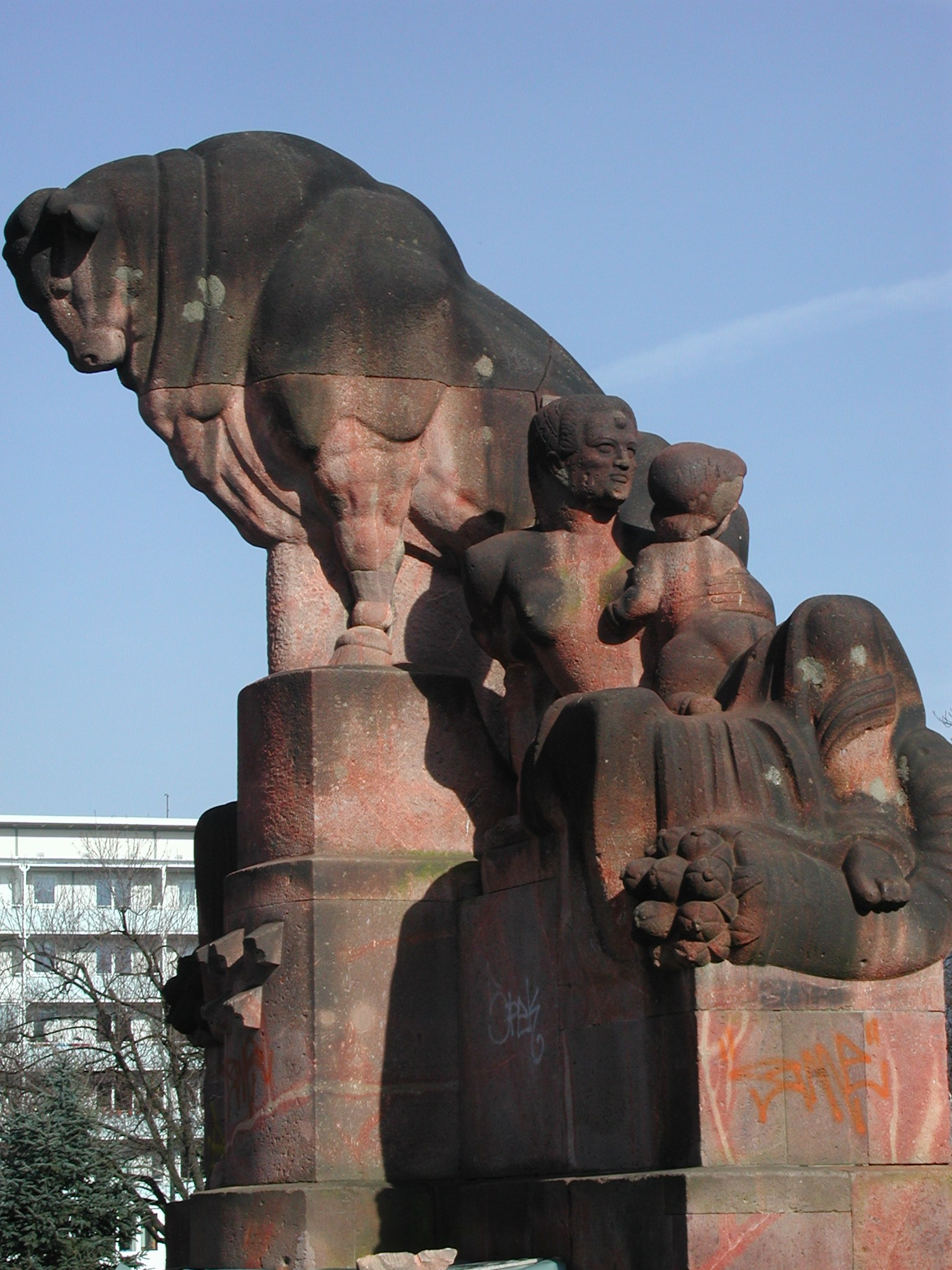
Stierbrunnen, Arnswalder Platz, Berlin
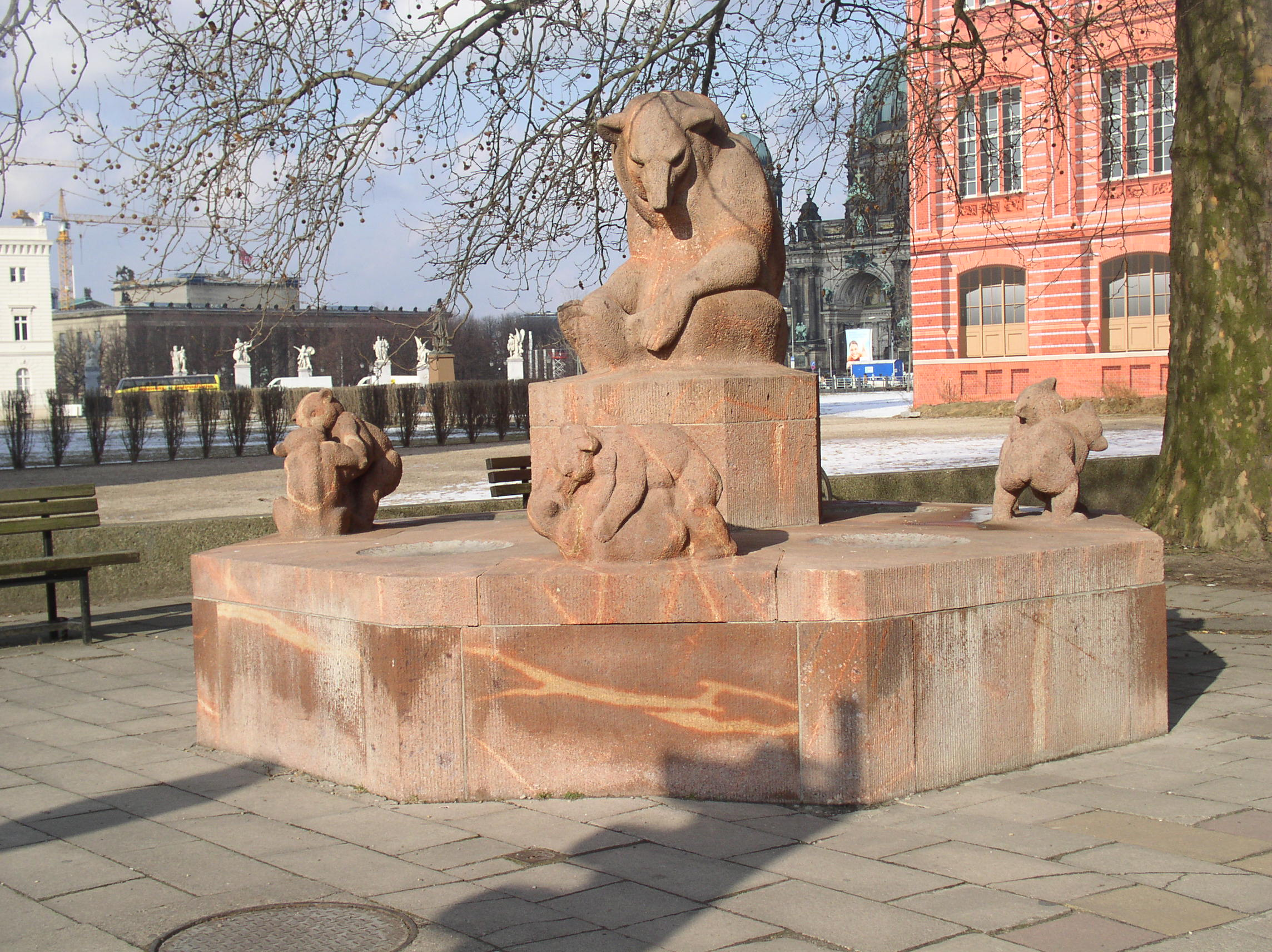
Björnbrunnen i Berlin
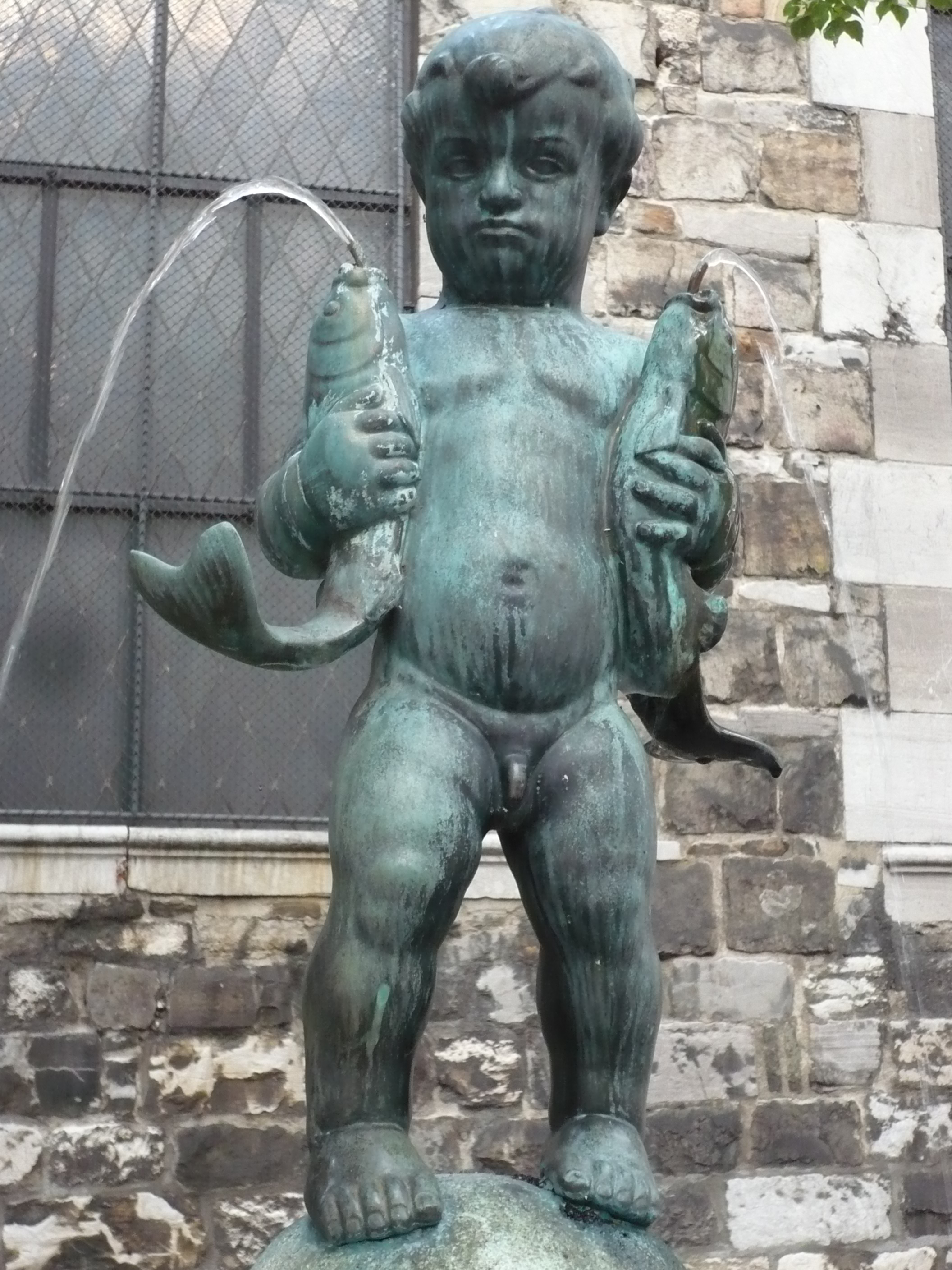
Den lilla fisködlan, Aachen, 1911
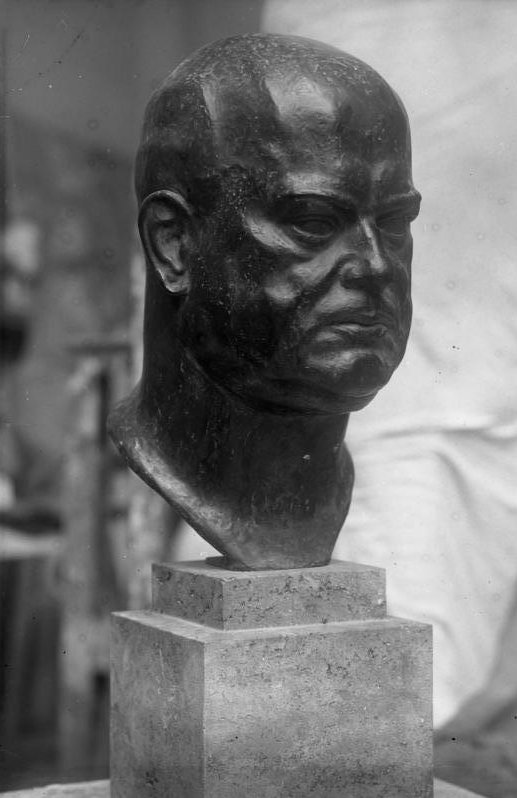
Byst över Gustav Stresemann